# Popis borba bikova u Hrvatskoj
Popis borba bikova u Hrvatskoj:
(popis nije potpun)
Dalmacija
- Dicmo (poslovna zona Dicmo),[1] zaselak Sičane[2]
- Glavina Donja, na Jagulovoj despotovini[3]
- Kladnjice[4] (od 2008.)[5]
- Kreševo-Katuni, Vilića ledina, od 2002.[6][7]
- Ogorje[8]
- Prgomet, Papića brig[9]
- Radošić, zaseljak Škopljanci[10](organizirano od 1985.)[11]
- Šestanovac[12]
- Gornja Žeževica, zaselak Bekavci[13]

Kontinentalna Hrvatska
- Vrbovec[14]